# Уткалево
Утка́лево (баш. Үткәл) — село в Белорецком районе Башкортостана России, относится к Шигаевскому сельсовету.

## История
Основано в конце XIX века на территории Верхнеуральского уезда Оренбургской губернии. 

## География
Расположена в окрестностях хребта Арвякрязь, на реке Уткаль (приток р. Белой), в 22 км к югу от города Белорецка.
Климат
- Самое холодное село в Башкирии, здесь зарегистрирована температура −41 градус.( Независимая Уральская газета. 5 февраля 2019 года[2].

## Население
| 2002 | 2009 | 2010 |
| ---- | ---- | ---- |
| 387  | ↗482 | ↘396 |

В 1900—129 чел.; 1920—189; 1939—323; 1959—298; 1989—380; 2002—387; 2010—396 человек.
Живут башкиры (2002).

## Инфраструктура
Есть основная школа, фельдшерско-акушерский пункт, сельский дом культуры, библиотека, мечеть.
В селе действует народный башкирский фольклорный ансамбль «Уткаль»..

## Транспорт
Стоит село на автодороге межмуниципального значения 80Н-153 Белорецк — Уткалево.